# Абитов, Владимир Кадырович
Абитов Владимир Кадырович (кабард.-черк. Абытӏэ Къэдыр и къуэ Владимир) — черкесский поэт-публицист. Член Союза писателей СССР (с 1984 года). Народный поэт КЧР. Заслуженный журналист КБР.

## Биография
Родился в 1937 году в селе Али-Бердуковский, Хабезского района, Черкесского автономного округа.
В 1966 году окончил филологический факультет Карачаево-Черкесского государственного педагогического института.
С 1966 по 1989 года работал литературным сотрудником областной газеты «Ленин Хэку» (ныне «Черкес Хэку») и главным редактором Карачаево-Черкесской телерадиокомпании.
В 1984 году писатель стал членом Союза писателей СССР.
В 1989 году стал заведующим отдела республиканской газеты «Черкес хэку».

## Творчество

### Поэмы
- «Молодое сердце поёт» (1961 г.)
- «Мои горы» (1964 г.)
- «Родина» (1969 г.)
- «Сын великана — Цукужей» (1974 г.)
- «Счастливое сердце» (1981 г.)
- «Зов» (1984 г.)
- «Прославь исвое имя» (1987 г.)

### Романы
- «Дом его — бурка» (1986 г.)
- «Несостоявшаяся свадьба» (1991 г.)
- «Солёная роса» (1997 г.)

### Повести
- «Цыганская кровь»
- «Дул-Дуль»
- «Сыновья Караш»
- «Тайны Индыла»
- «Хапа-нас»
- «Звёздный всадник»

### Переводы на кабардино-черкесский язык
- «Кавказский пленник» (А. С. Пушкин)
- «Тазит» (А. С. Пушкин)